# Sbírka Fortepan
Sbírka Fortepan (v maďarštině: Fortepan gyűjtemény) shromažďuje fotografie pořízené v letech 1900 až 1990 v Budapešti a na území Maďarska. Na základě licence Creative Commons jsou volně přístupné na vyhrazeném webu. Tato sbírka představuje databázi desítek tisíc dokumentů o maďarské historii. Název Fortepan pochází ze značky negativního filmu vyráběné v fotochemické továrně Forte ve Vácu.

## Galerie

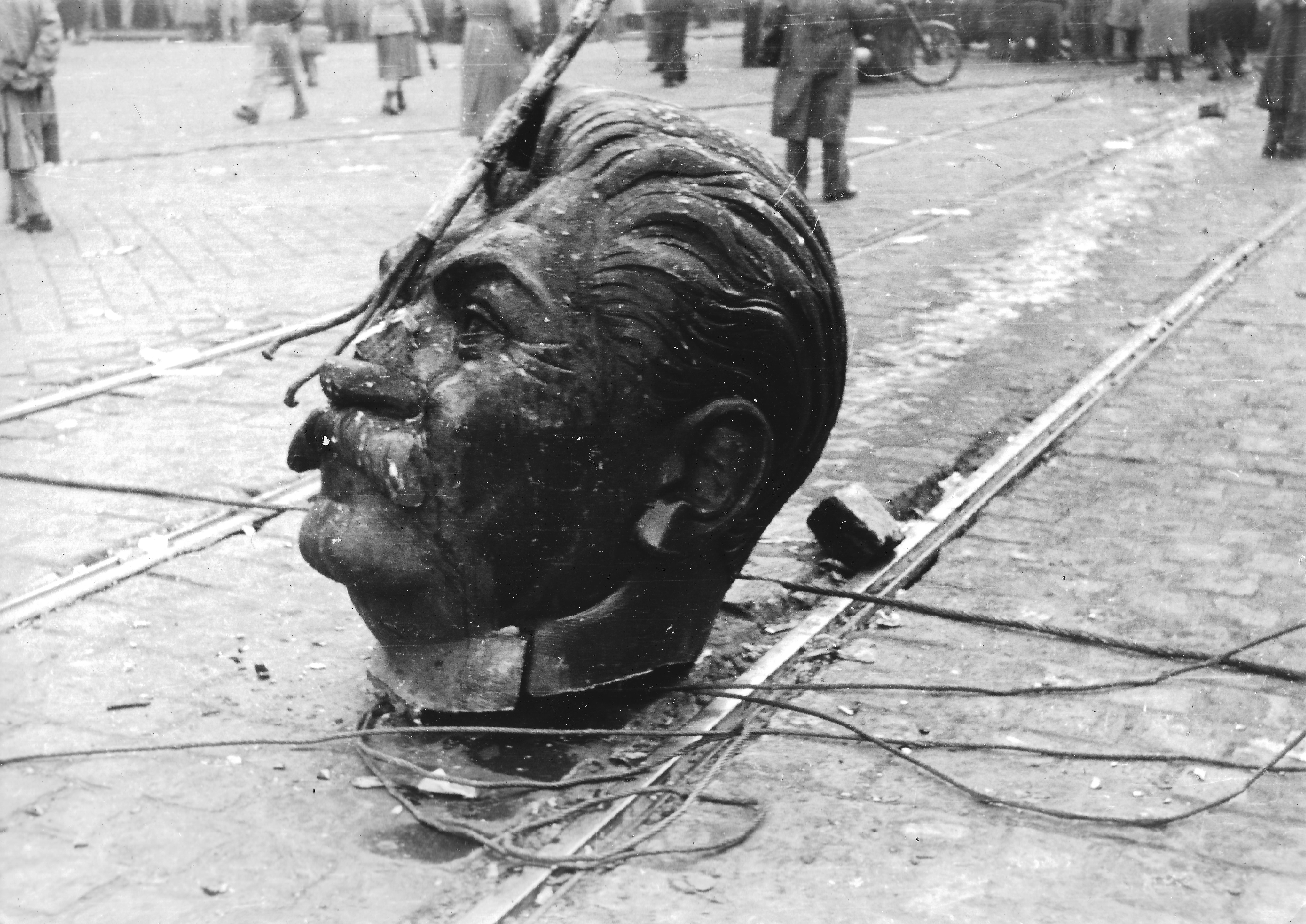
Budapešť, 1956
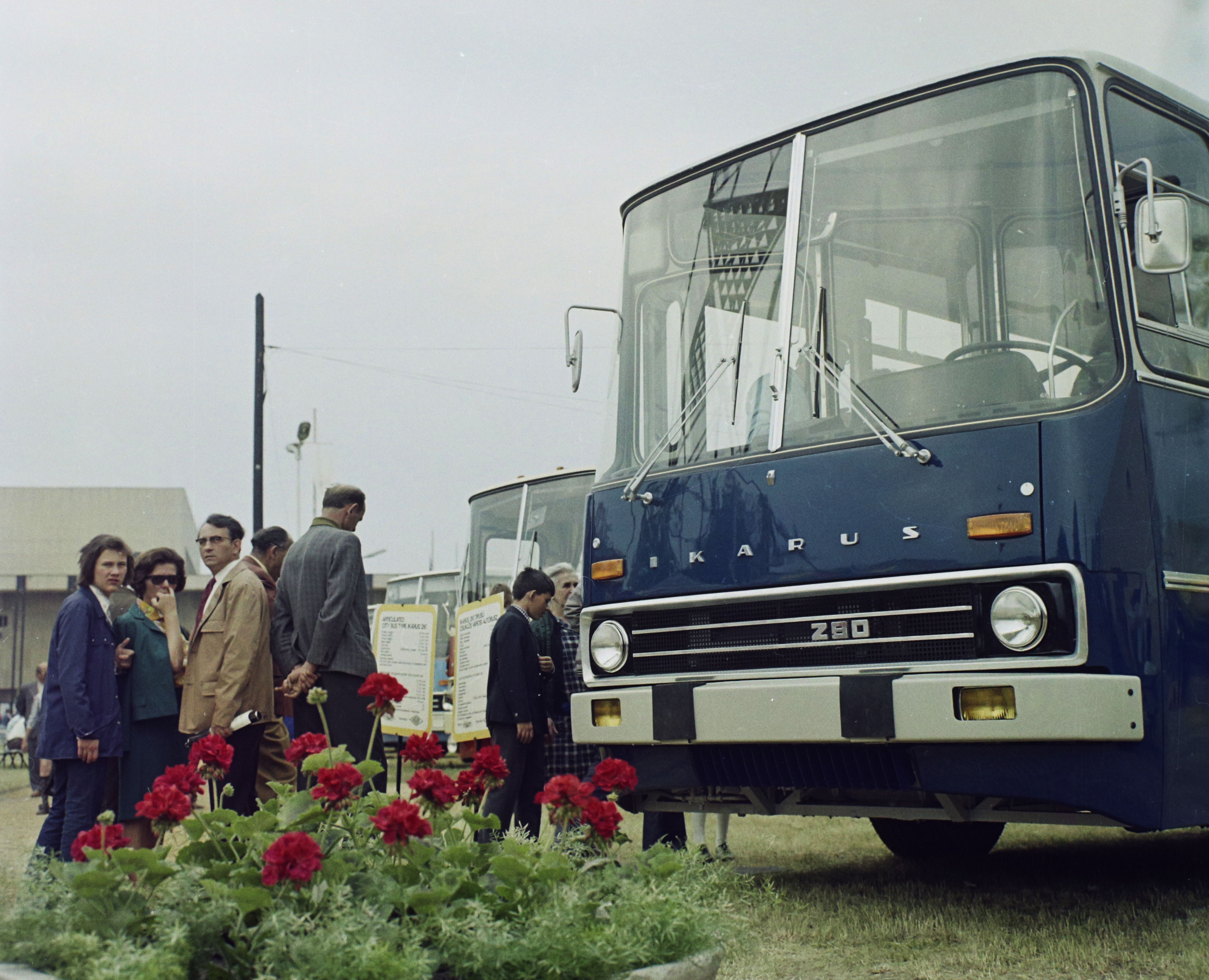
1973
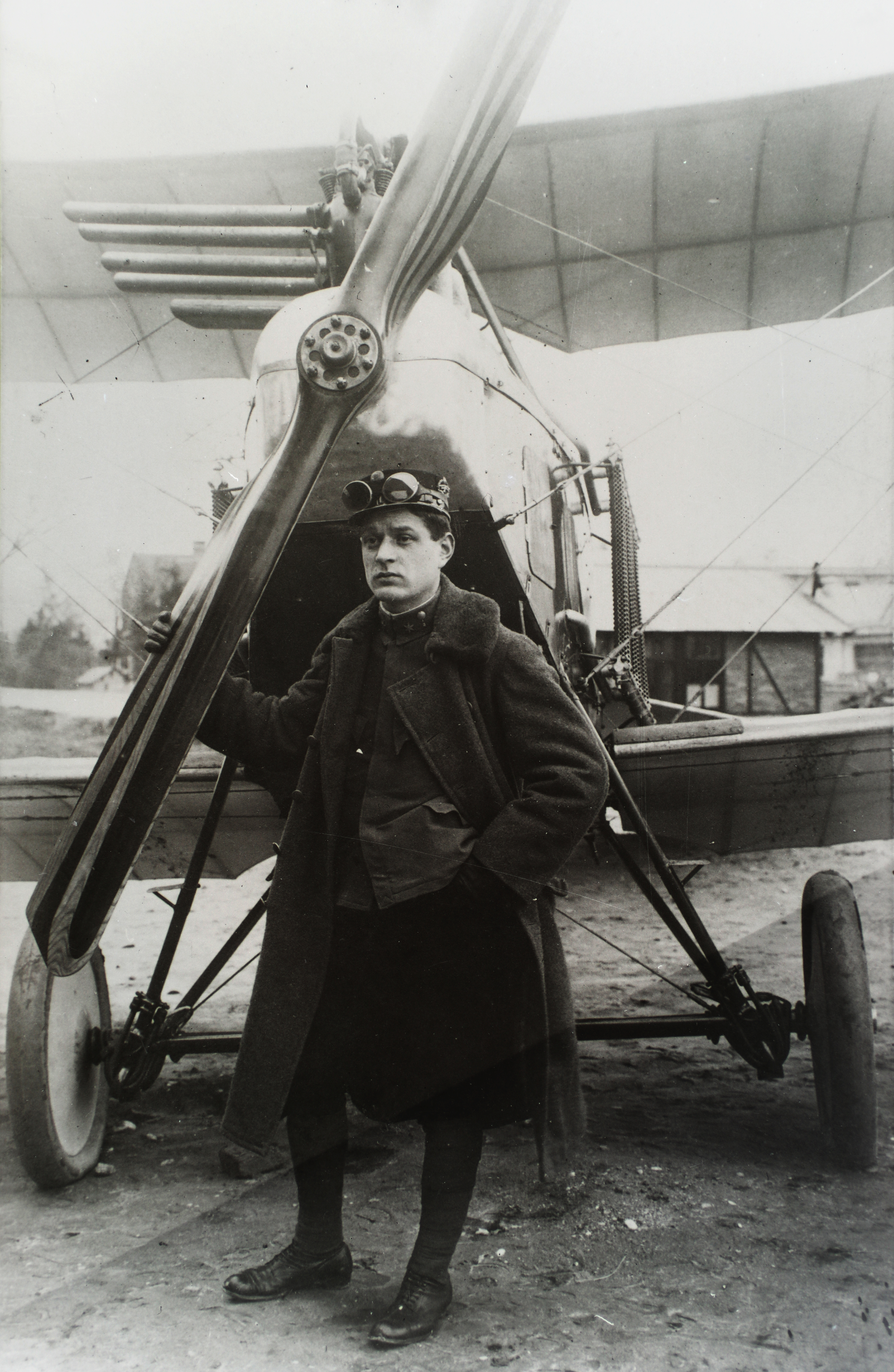
Asboth Oszkár, 1918
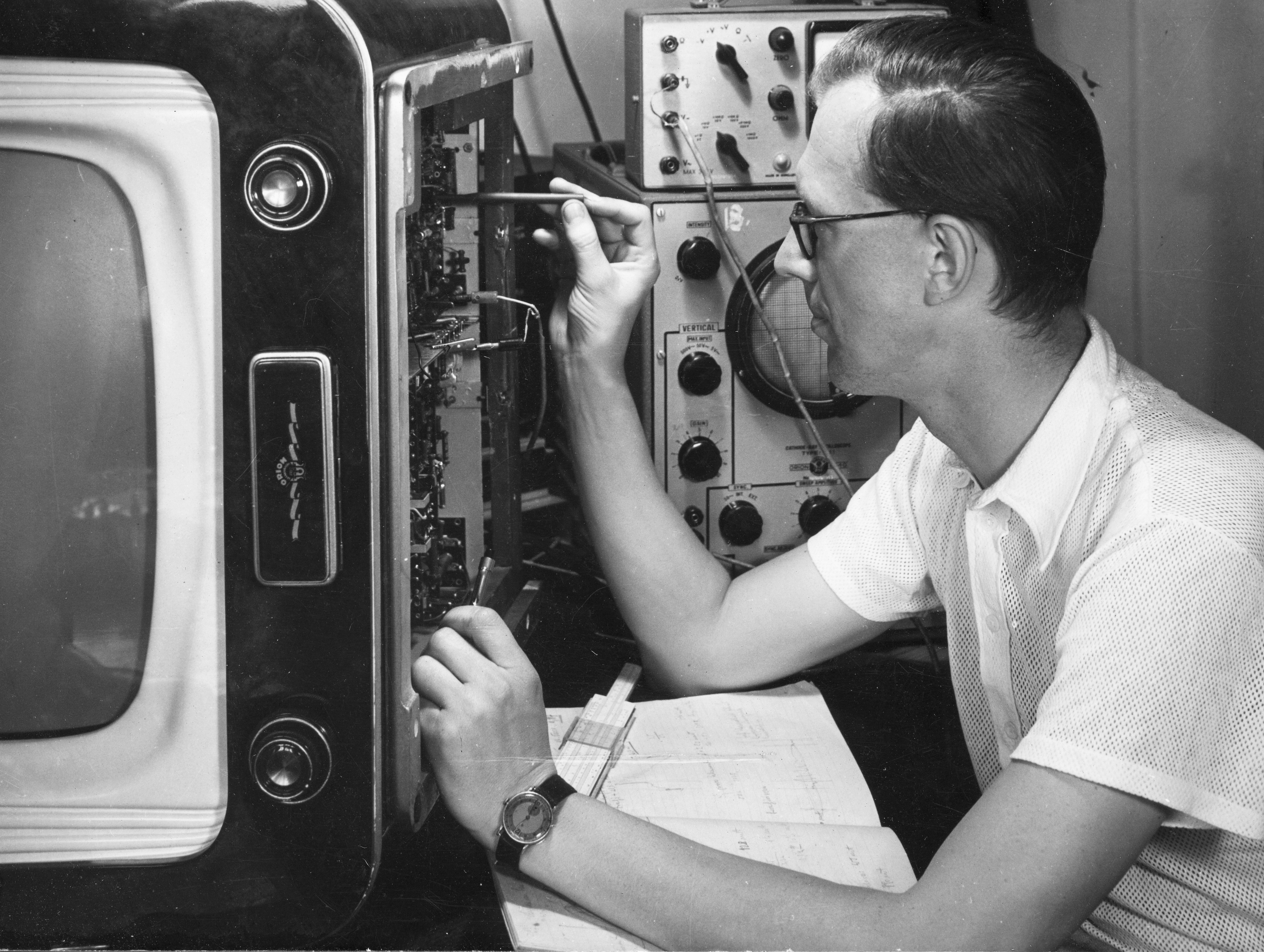
1954
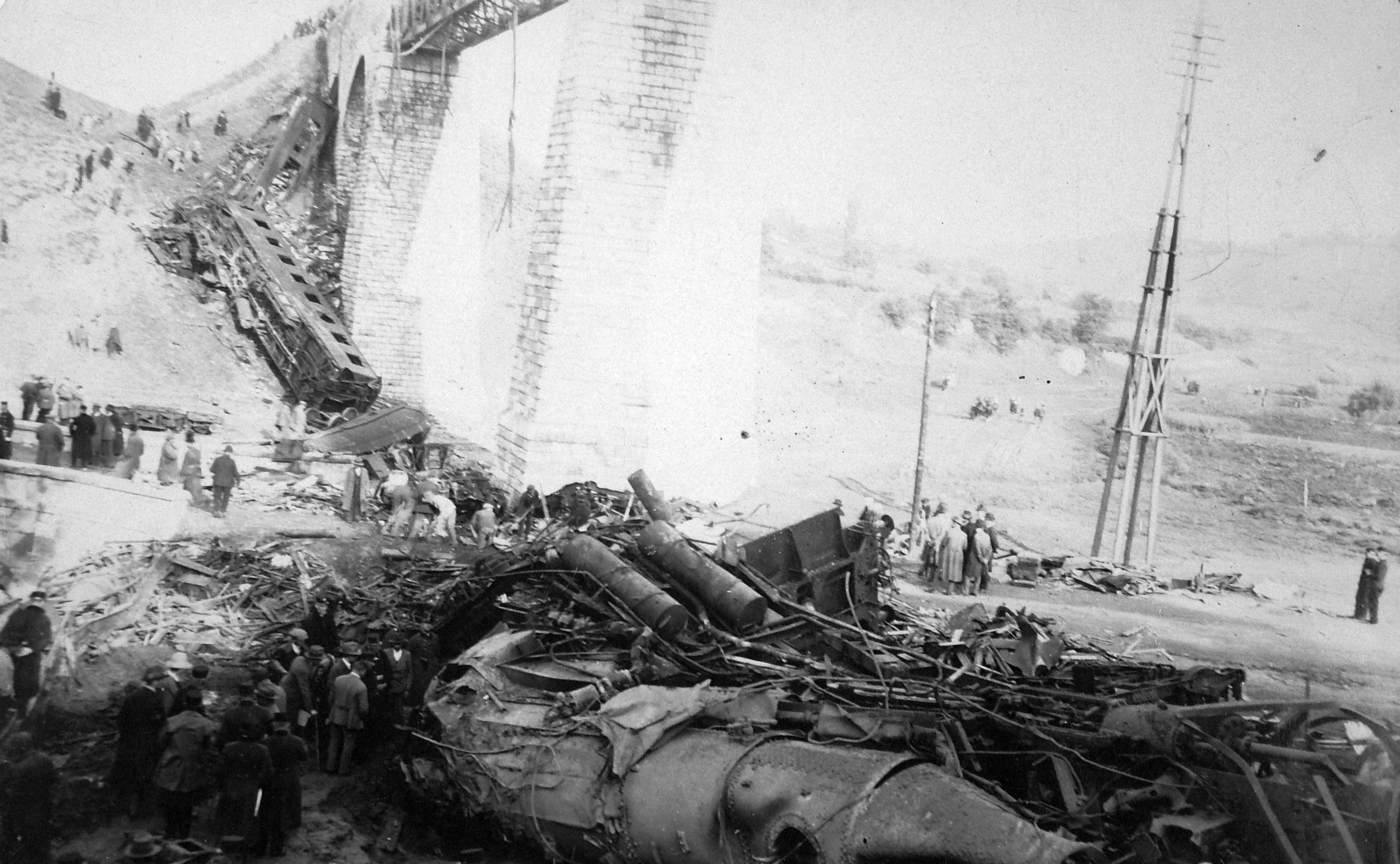
Vlakové neštěstí, 1931
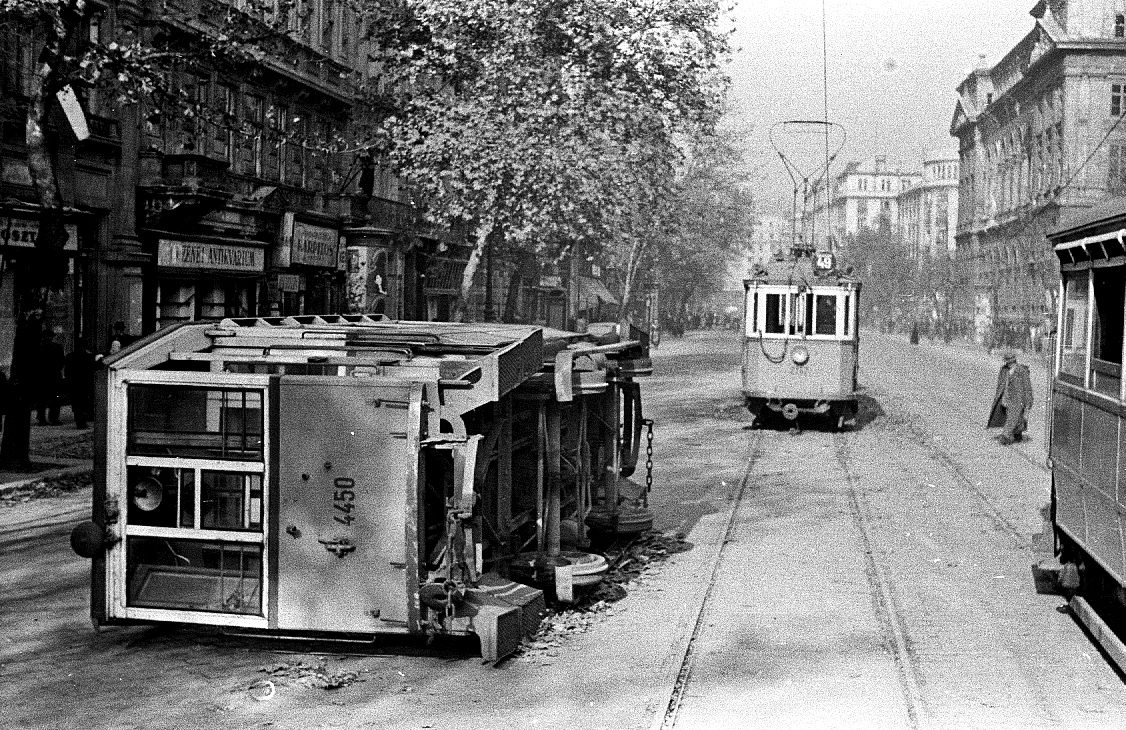
Budapešť, 1956
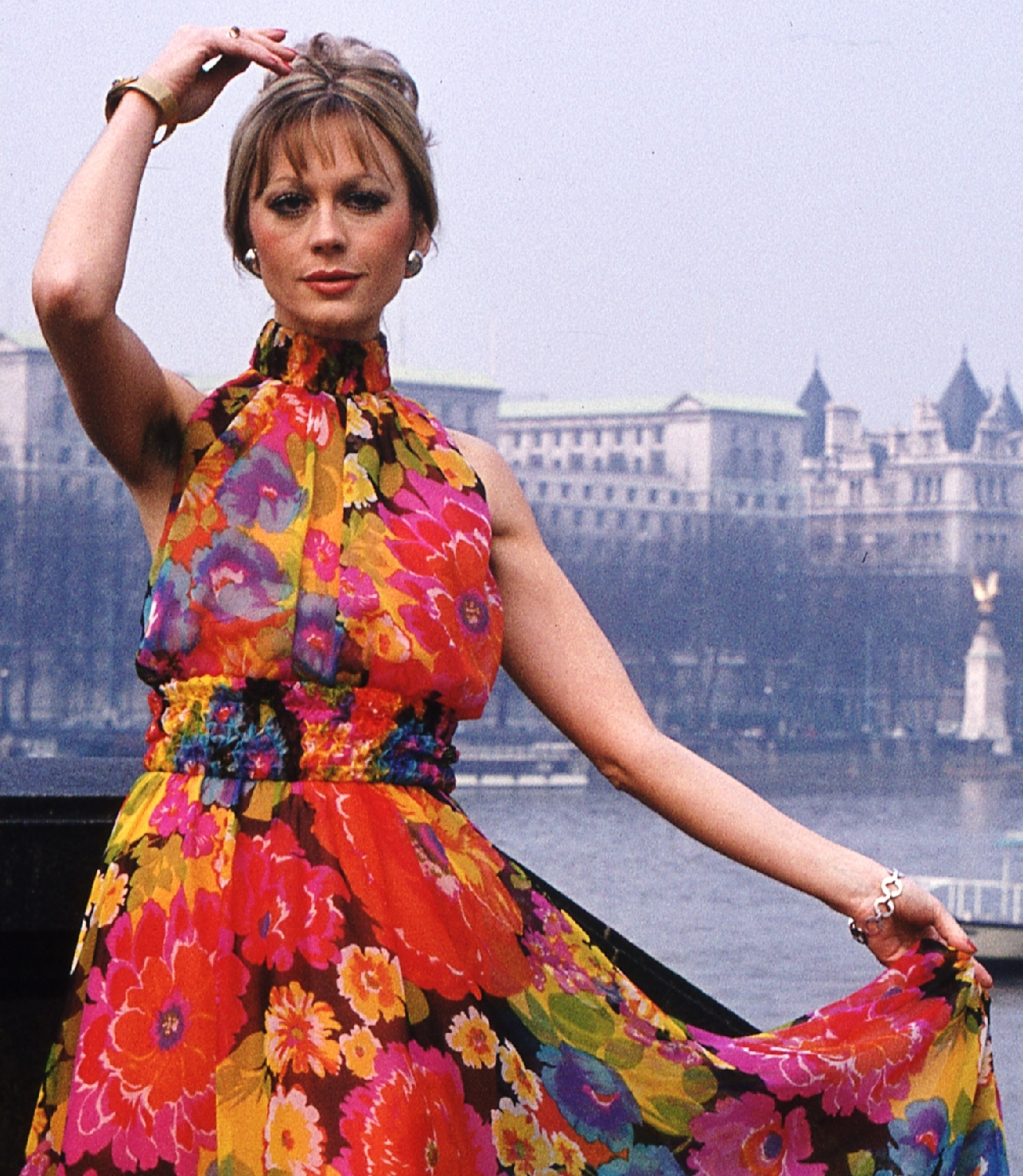
Fekete Klári, 1973
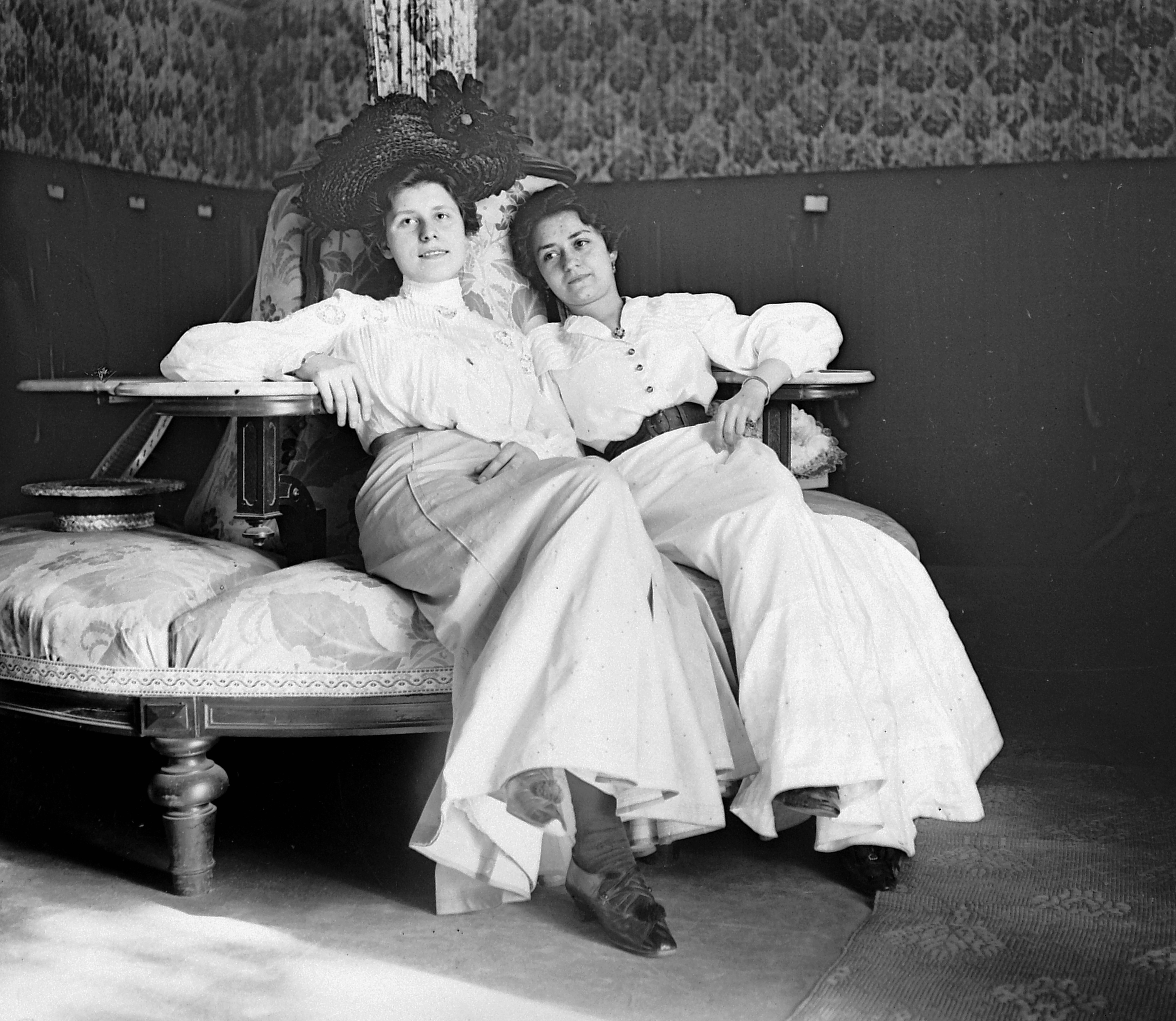
1922
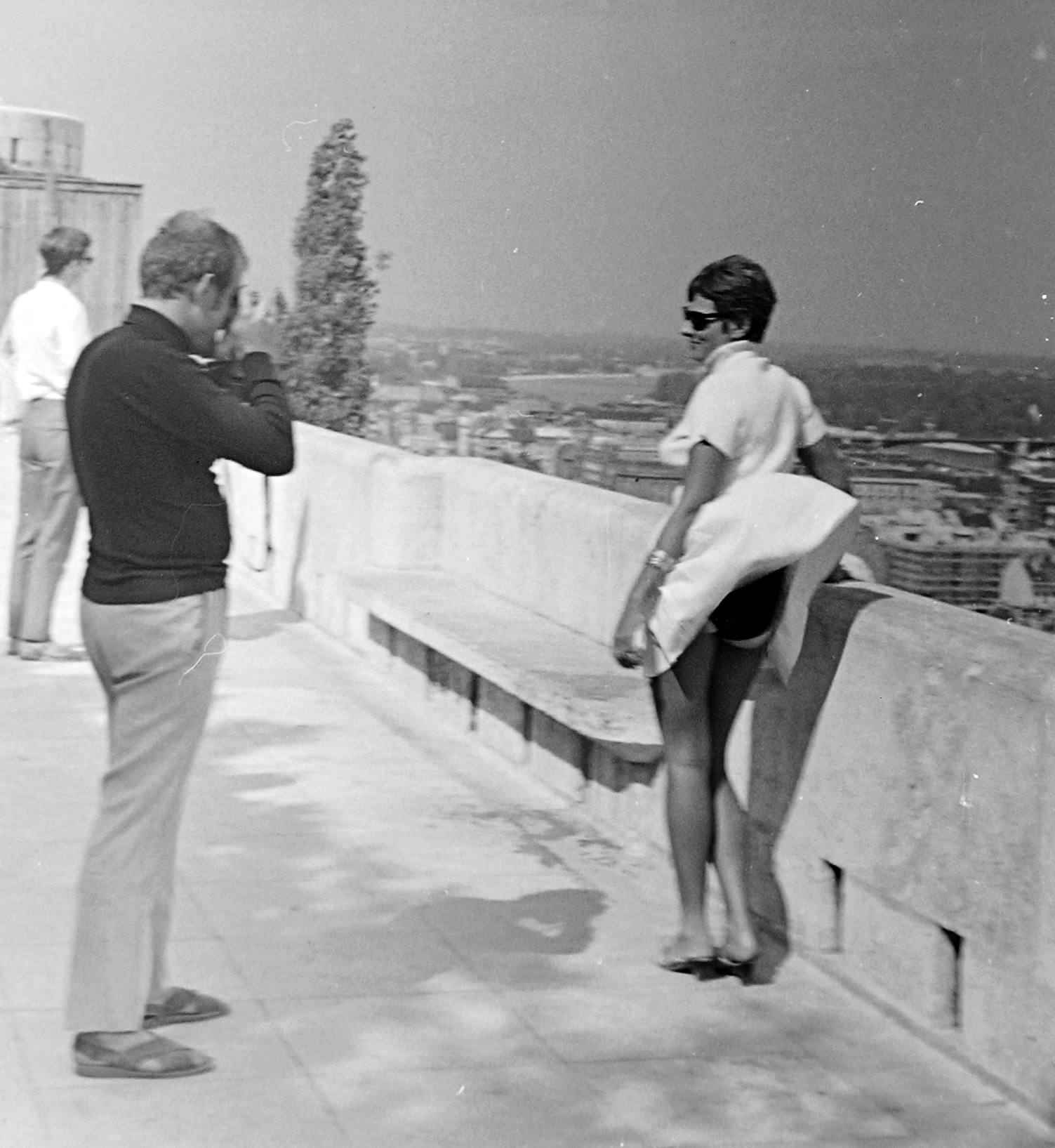
Budapešť, 1968
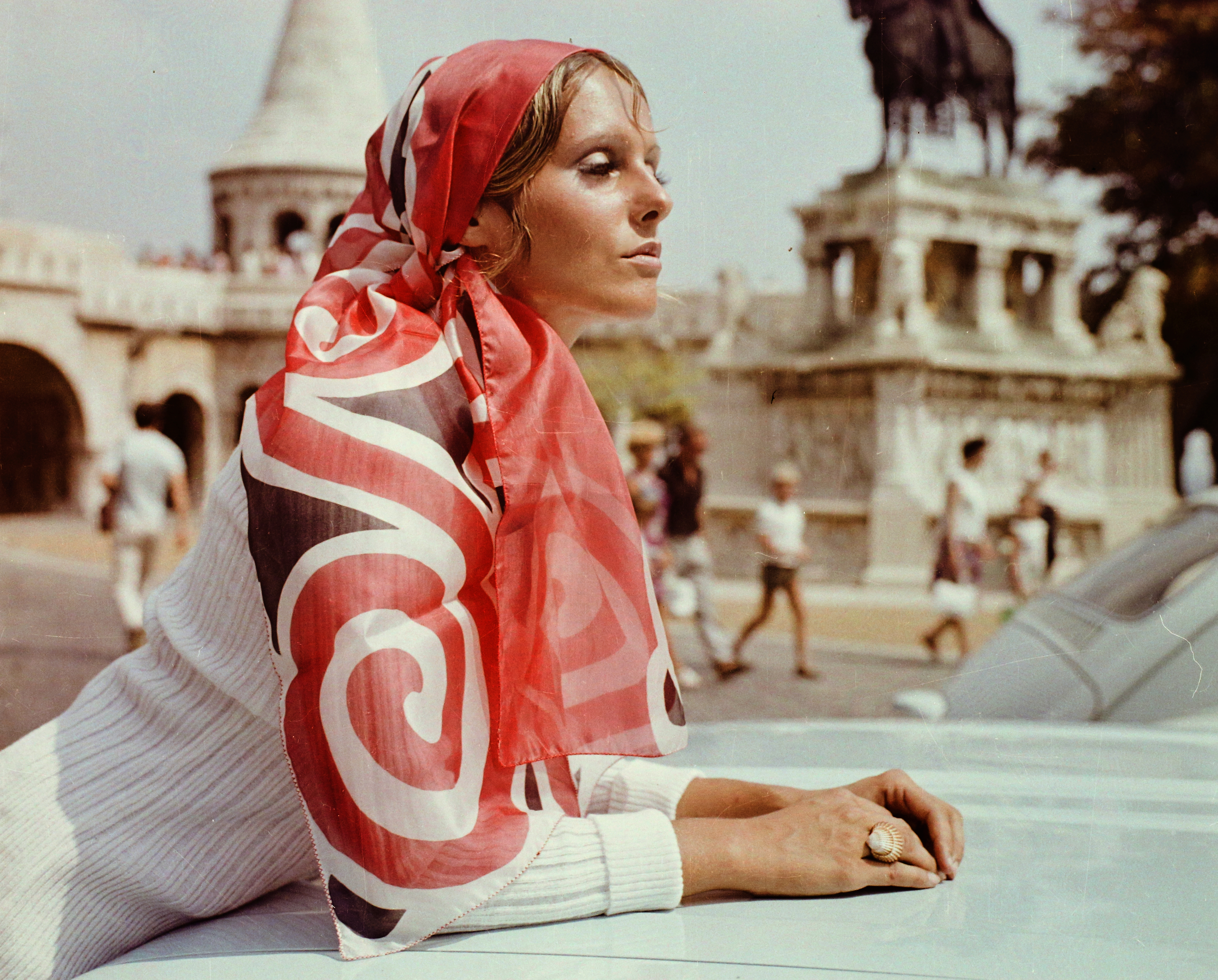
1971
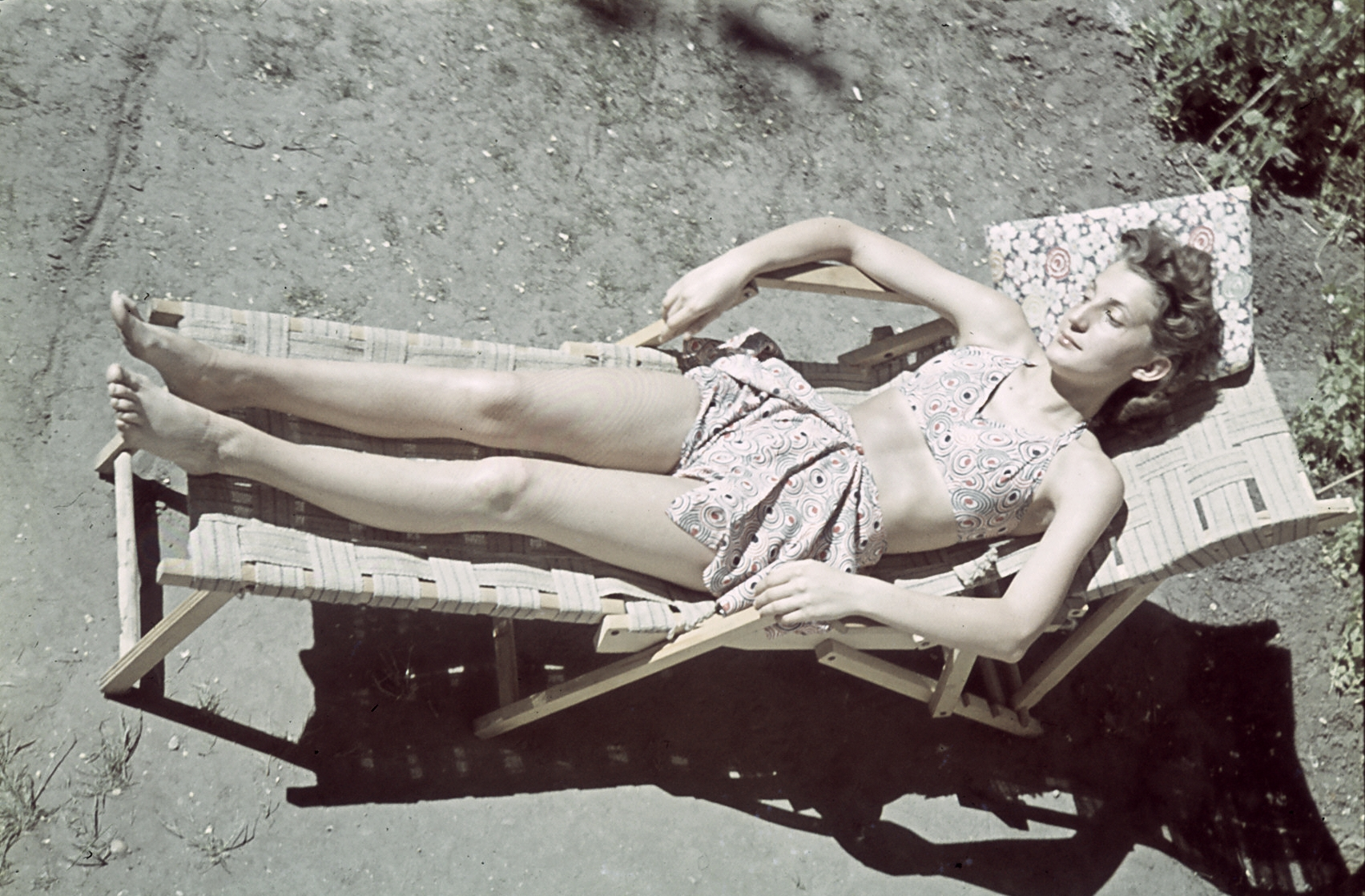
1939
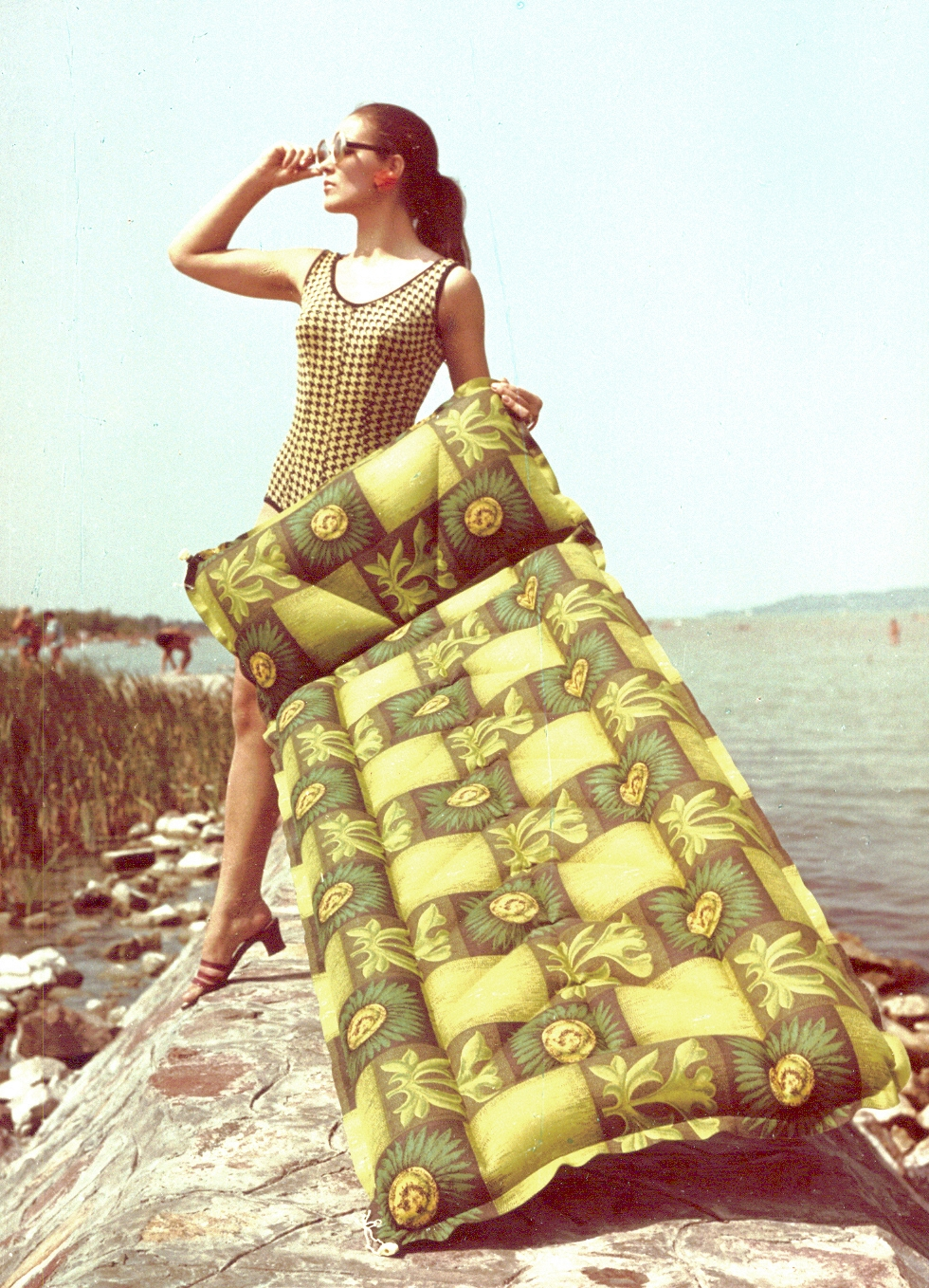
Reklamní fotografie gumárny, 1969
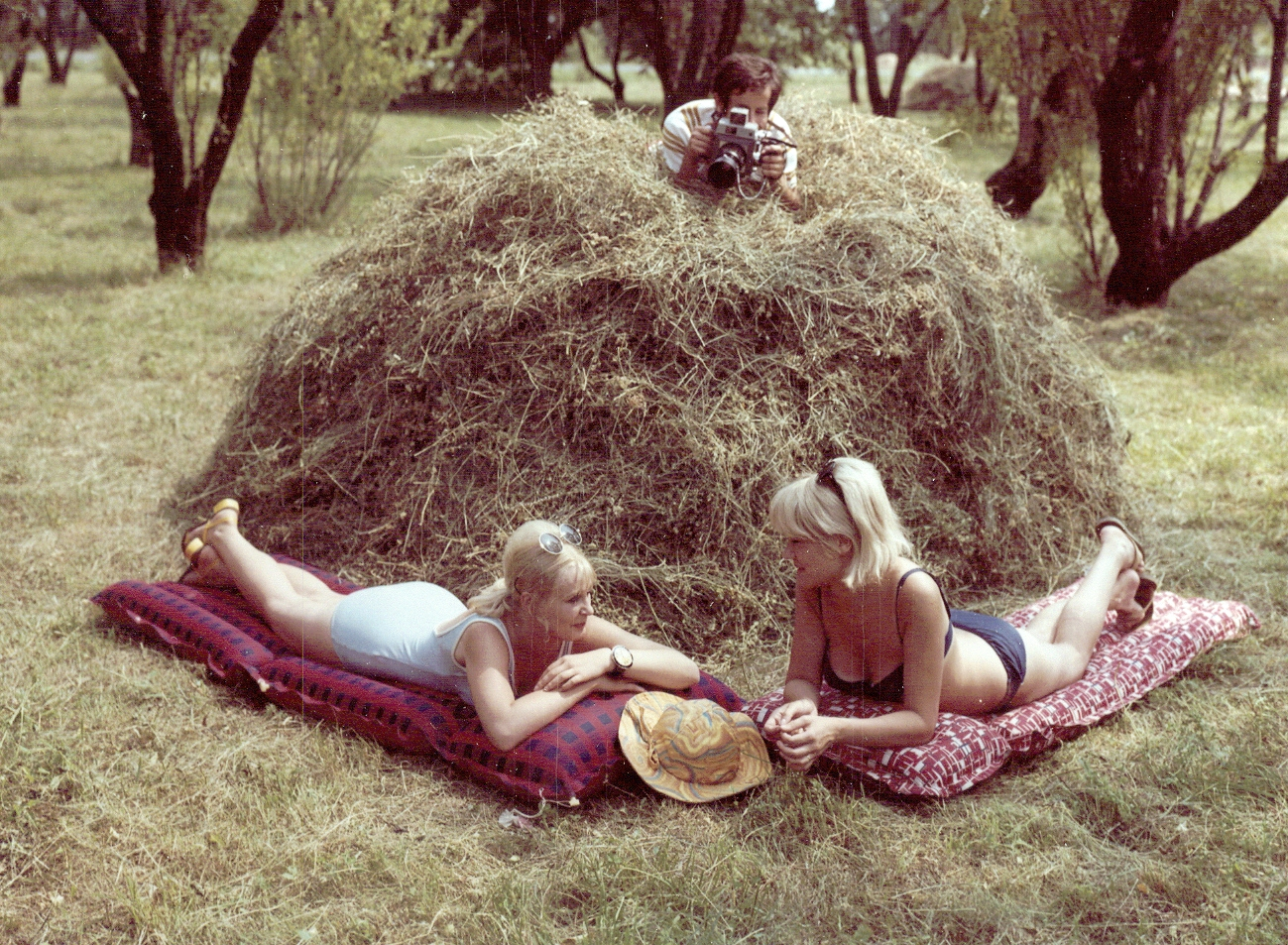
Reklamní fotografie gumárny, 1969
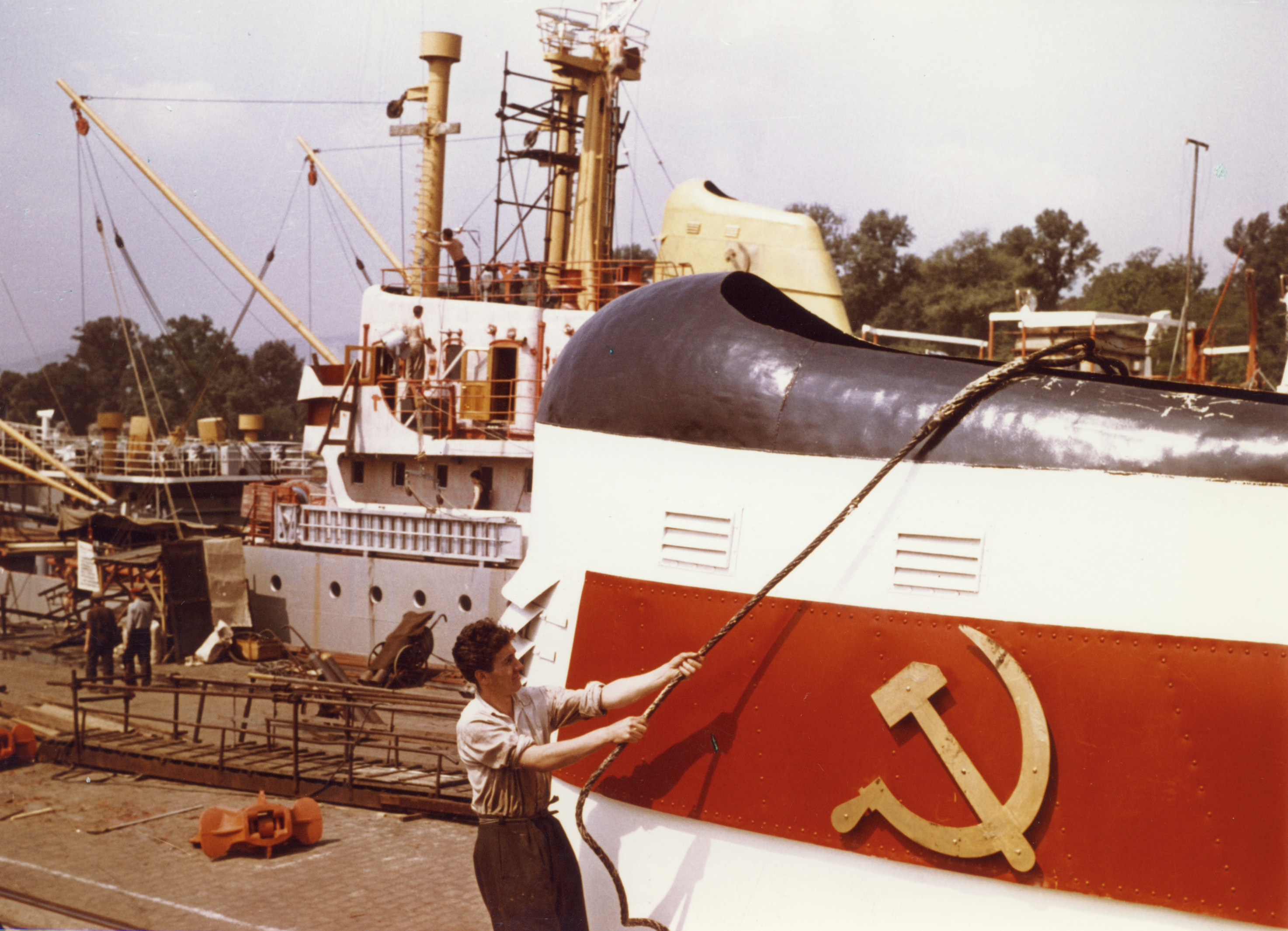
Továrna na výrobu lodí, přeprava komínu, 1967
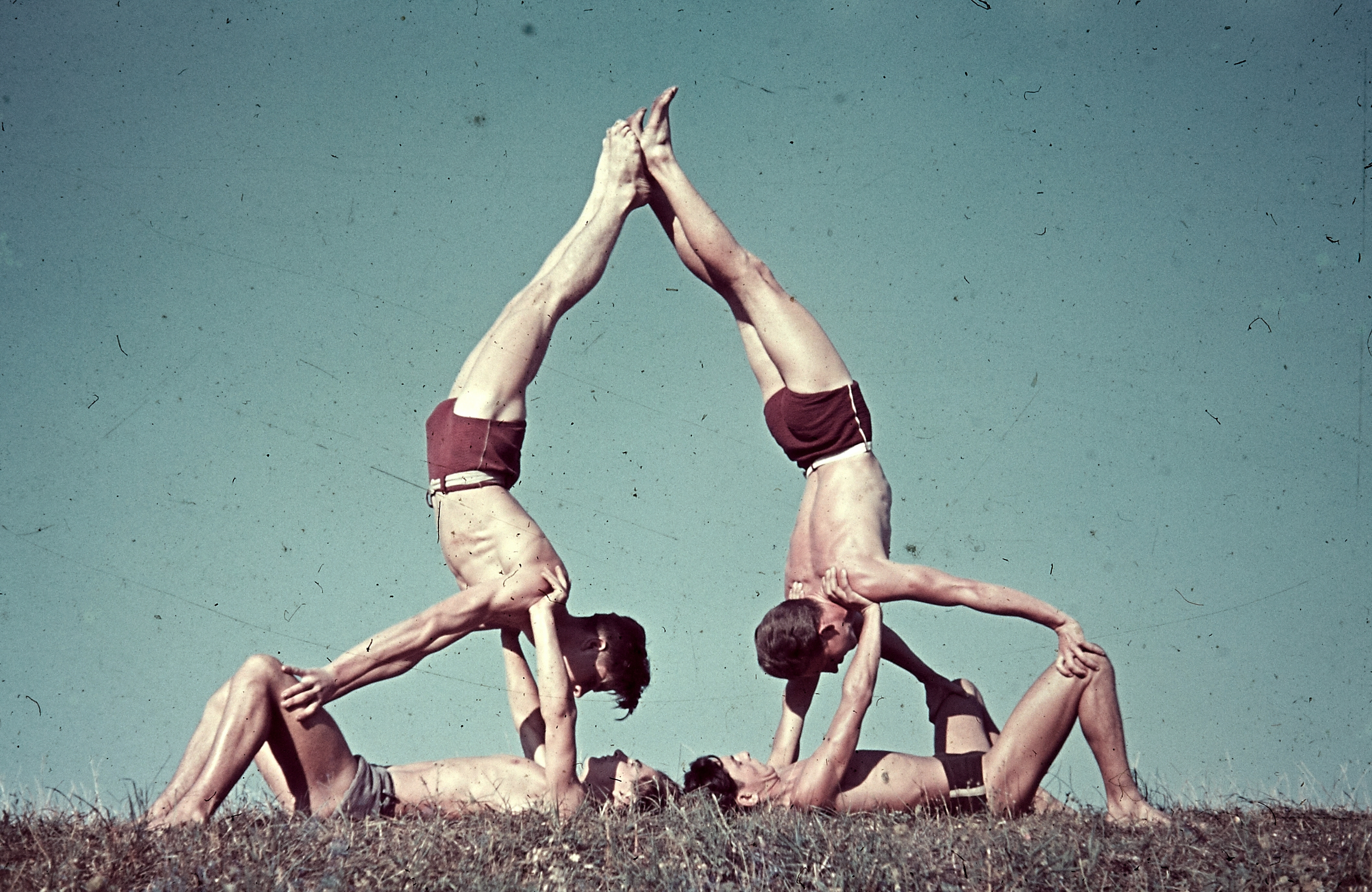
Maďaři, 1938
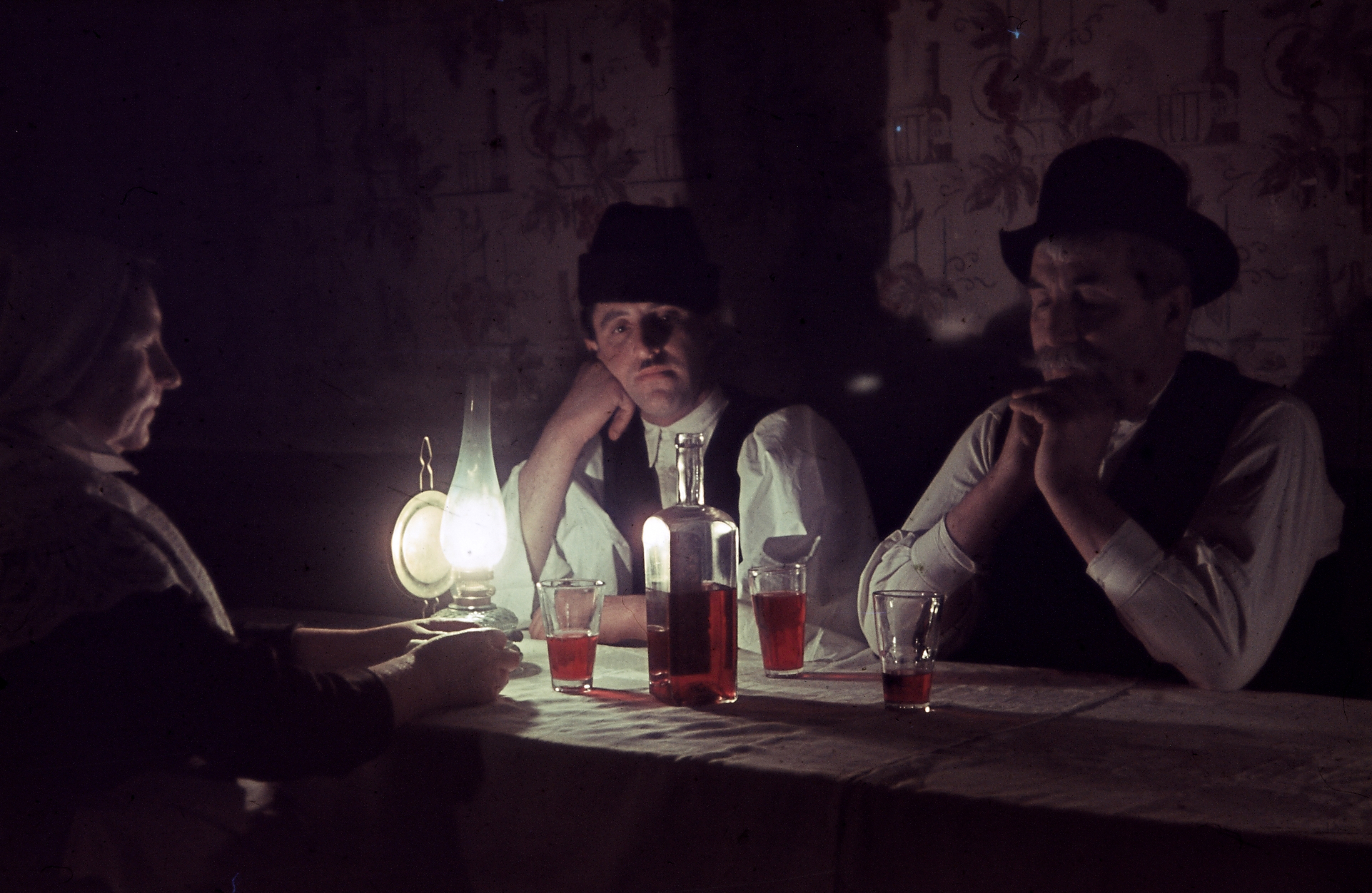
Maďaři, 1938